# Dharapani (Manang)
Pour les articles homonymes, voir Dharapani.
Dharapani (en népalais : धारापानी) est un comité de développement villageois du Népal situé dans le district de Manang. Au recensement de 2011, il comptait 1 012 habitants.